# O Estranho Mundo de Zé do Caixão
Pour plus de détails, voir Fiche technique et Distribution.
O Estranho Mundo de Zé do Caixão (litt. « L'Étrange Monde de Zé do Caixão ») est un film d'épouvante brésilien à trois sketches réalisé par José Mojica Marins et sorti en 1968.
Le premier sketch, O Fabricante de Bonecas, dure 18 minutes ; le second Tara 24 minutes et le troisième Ideologia est le plus long avec 34 minutes. La chanson titre est écrite par Marins, et interprétée par Edson Lopes (pt) et par le groupe de samba brésilien Titulares do Ritmo.

## Synopsis
O Fabricante de Bonecas
Un fabricant de poupées local est très populaire pour ses poupées réalistes, fabriquées par ses quatre belles filles. Un groupe de voleurs, ayant appris que le fabricant de poupées ne gardait pas son argent à la banque, se rend dans sa boutique pour attaquer le vieil homme. Le fabricant de poupées disparaît apparemment pendant l'attaque et les agresseurs tentent de violer ses séduisantes filles. D'abord résistante, chacune des femmes commence à remarquer les « beaux yeux » des agresseurs et devienne réceptive, voire encourage leurs avances. Lorsque le fabricant de poupées réapparaît soudainement dans la pièce, chaque fille s'éloigne rapidement et silencieusement de ses agresseurs, les laissant se faire abattre par leur père. Les scènes suivantes révèlent que c'est la technique utilisée par le fabricant de poupées pour obtenir des yeux réalistes pour ses poupées.
Tara
Un vendeur de ballons pauvre et laid, fétichiste des pieds, devient obsédé par une belle femme qu'il voit passer tous les jours. Il commence à la suivre et à observer ses activités lorsque, assistant à son mariage, il la voit se faire assassiner. Plus tard, après les funérailles, il retourne au cimetière et profane le mausolée où se trouvait le cercueil de la jeune femme. En ouvrant le cercueil, il enlève sa robe de mariée, a des relations sexuelles avec le corps et pratique le fétichisme des pieds. Après l'avoir rhabillée, il lui met aux pieds une paire de belles chaussures neuves que le vendeur de ballons a récupérées après qu'elle les a fait tomber en faisant ses courses, dans l'espoir de les lui rendre un jour.
Ideologia
Le professeur psychotique Oãxiac Odéz (José Mojica Marins) invite un professeur rival et sa femme dans sa maison, puis les emprisonne et les soumet à une série d'épreuves sadiques, à la famine et à des rituels choquants impliquant du cannibalisme, dans le but de prouver que l'instinct l'emporte sur la raison et l'amour.

## Fiche technique
- Titre original brésilien : O Estranho Mundo de Zé do Caixão[1],[2]
- Réalisation : José Mojica Marins
- Scénario : R. F. Lucchetti
- Photographie : Giorgio Attili
- Montage : Eduardo Llorente
- Musique : Herminio Giménez, José Mojica Marins
- Décors et maquillage : Pisaninho, Darni Silva
- Producteurs : Christo Courcouvelis, George Michel Serkeis, José Mojica Marins
- Société de production : Ibéria Filmes
- Pays de production :  Brésil
- Langue originale : portugais
- Format : Couleurs et noir et blanc - 1,37:1 - Son mono - 35 mm
- Genre : Film d'épouvante
- Durée : 80 minutes
- Date de sortie : 
  - Brésil : 25 novembre 1968

## Distribution
O Fabricante de Bonecas
- Vany Miller
- Veronica Krimann
- Paula Ramos
- Esmeralda Ruchel
- Luís Sérgio Person
- Mário Lima (pt)
- Rosalvo Caçador
- Toni Cardi
- Messias de Mello
- Leila de Oliveira

Tara
- George Michel Serkeis
- Iris Bruzzi
- Arnaldo Brasil
- Ana Maria
- Pontes Santos
- Antonia Siqueira
- Guilermina Martins
- Wilson dos Santos
- Bettyr Dorffer
- Luís Carlos Vianna

Ideologia
- José Mojica Marins : Oãxiac Odéz
- Osvaldo de Souza
- Nidi Reis
- Nivaldo de Lima
- Salvador do Amaral
- Kátia Dumont
- Dario Santos
- Carla Sotis